# 循环论 (形而上学)
循环论為一种认事物变化僅存在量变，而否定质变的形而上学理论。这种理论不承认事物的前进和发展，現今多半予以否定。